# Gold (альбом Донны Саммер)
Gold — сборник американской певицы Донны Саммер, выпущенный 11 января 2005 года на лейблах Hip-O Records и Mercury Records.

## Об альбоме
Альбом представляет собой фактическое переиздание сборника The Donna Summer Anthology 1993 года. Наиболее заметными отличиями являются обложка и то, что Gold включает в себя некоторые хиты Саммер 1990-х годов, а также европейские хиты 1980-х годов, такие как «Dinner with Gershwin» и «Love’s About to Change My Heart». Тем не менее, не были включены песни из неизданного альбома 1981 года I’m a Rainbow, а также «Once Upon a Time» и «Rumour Has It» альбома 1977 года Once Upon a Time, хит-сингл «Cold Love» из альбома 1980 года The Wanderer и трек «Friends Unknown» из Mistaken Identity.
По данным Nielsen Soundscan, по состоянию на август 2006 года продажи альбома в США составляли 30 000 копий.
В 2021 году альбом получил серебряную сертификацию в Великобритании за 60 000 проданных копий.

## Отзывы критиков
Энди Келлман из AllMusic поставил альбому четыре звезды из пяти, заметив, что на 2005 год это была полная и актуальная антология Донны Саммер, которая из-за своей обширности, однако, может не подойти тем, кто будет знакомится с творчеством певицы впервые или захочет услышать только классические танцевальные записи 70-х—80-х годов.

## Список композиций
| №   | Название                                                      | Автор(ы)                                                | Из альбома                                        | Длительность |
| --- | ------------------------------------------------------------- | ------------------------------------------------------- | ------------------------------------------------- | ------------ |
| 1.  | «Love to Love You Baby»                                       | Донна Саммер, Джорджо Мородер, Пит Белотт               | Love to Love You Baby (1975)                      | 4:58         |
| 2.  | «Could It Be Magic»                                           | Адриен Андерсен, Барри Манилоу                          | A Love Trilogy (1976)                             | 3:56         |
| 3.  | «Try Me, I Know We Can Make It»                               | Донна Саммер, Джорджо Мородер, Пит Белотт               | A Love Trilogy (1976)                             | 4:47         |
| 4.  | «Spring Affair»                                               | Донна Саммер, Джорджо Мородер, Пит Белотт               | Four Seasons of Love (1976)                       | 4:02         |
| 5.  | «Love’s Unkind»                                               | Донна Саммер, Джорджо Мородер, Пит Белотт               | I Remember Yesterday (1977)                       | 4:26         |
| 6.  | «I Feel Love»                                                 | Донна Саммер, Джорджо Мородер, Пит Белотт               | I Remember Yesterday (1977)                       | 5:52         |
| 7.  | «I Love You»                                                  | Донна Саммер, Джорджо Мородер, Пит Белотт               | Once Upon a Time (1977)                           | 4:42         |
| 8.  | «Last Dance»                                                  | Пол Джабара                                             | Thank God It’s Friday (1978)                      | 4:58         |
| 9.  | «MacArthur Park»                                              | Джимми Уэбб                                             | Live and More (1978)                              | 6:28         |
| 10. | «Heaven Knows»                                                | Донна Саммер, Джорджо Мородер, Пит Белотт               | Live and More (1978)                              | 3:39         |
| 11. | «Hot Stuff»                                                   | Пит Белотт, Харольд Фальтермайер, Кит Форси             | Bad Girls (1979)                                  | 6:46         |
| 12. | «Bad Girls»                                                   | Донна Саммер, Брюс Судано, Эдвард Хокнсон, Джо Эспозито | Bad Girls (1979)                                  | 4:57         |
| 13. | «Dim All the Lights»                                          | Донна Саммер                                            | Bad Girls (1979)                                  | 4:36         |
| 14. | «Sunset People»                                               | Пит Белотт, Харольд Фальтермайер, Кит Форси             | Bad Girls (1979)                                  | 6:29         |
| 15. | «No More Tears (Enough Is Enough)» (дуэт с Барброй Стрейзанд) | Пол Джабара, Брюс Робертс                               | On the Radio: Greatest Hits Volumes I & II (1979) | 4:41         |
| 16. | «On the Radio»                                                | Донна Саммер, Джорджо Мородер                           | On the Radio: Greatest Hits Volumes I & II (1979) | 4:05         |

| №   | Название                                     | Автор(ы)                                                       | Из альбома                                          | Длительность |
| --- | -------------------------------------------- | -------------------------------------------------------------- | --------------------------------------------------- | ------------ |
| 1.  | «The Wanderer»                               | Донна Саммер, Джорджо Мородер                                  | The Wanderer (1980)                                 | 3:47         |
| 2.  | «Love Is in Control (Finger on the Trigger)» | Куинси Джонс, Род Темпертон, Мерриа Росс                       | Donna Summer (1982)                                 | 4:20         |
| 3.  | «State of Independence»                      | Джон Андерсон, Вангелис                                        | Donna Summer (1982)                                 | 5:50         |
| 4.  | «She Works Hard for the Money»               | Донна Саммер, Майкл Омартиан                                   | She Works Hard for the Money (1983)                 | 5:21         |
| 5.  | «Unconditional Love»                         | Донна Саммер, Майкл Омартиан                                   | She Works Hard for the Money (1983)                 | 4:43         |
| 6.  | «There Goes My Baby»                         | Бенджамин Нельсон, Лавер Паттерсон, Джордж Тридвелл            | Cats Without Claws (1984)                           | 4:07         |
| 7.  | «Supernatural Love»                          | Донна Саммер, Брюс Судано, Майкл Омартиан                      | Cats Without Claws (1984)                           | 3:35         |
| 8.  | «Dinner with Gershwin»                       | Бренда Расселл                                                 | All Systems Go (1987)                               | 4:39         |
| 9.  | «All Systems Go»                             | Донна Саммер, Харольд Фальтермайер                             | All Systems Go (1987)                               | 4:13         |
| 10. | «This Time I Know It’s for Real»             | Донна Саммер, Мэтт Эйткен, Пит Уотерман, Майк Сток             | Another Place and Time (1989)                       | 3:37         |
| 11. | «I Don’t Wanna Get Hurt»                     | Мэтт Эйткен, Пит Уотерман, Майк Сток                           | Another Place and Time (1989)                       | 3:27         |
| 12. | «Love’s About to Change My Heart»            | Мэтт Эйткен, Пит Уотерман, Майк Сток                           | Another Place and Time (1989)                       | 3:47         |
| 13. | «When Love Cries»                            | Донна Саммер, Кит Даймонд, Пол Читен, Энтони Смит, Ларри Хенли | Mistaken Identity (1991)                            | 4:31         |
| 14. | «Carry On»                                   | Мариэтта Уотерс, Джорджо Мородер                               | The Donna Summer Anthology (1993)                   | 3:41         |
| 15. | «Melody of Love (Wanna Be Loved)»            | Донна Саммер, Джо Каррано, Роберт Кливиллес, Дэвид Коул        | Endless Summer: Donna Summer’s Greatest Hits (1994) | 4:15         |
| 16. | «I Will Go with You (Con te partirò)»        | Донна Саммер, Лучио Кварантото, Франческо Сартори              | VH1 Presents Live & More Encore! (1999)             | 4:09         |
| 17. | «Dream-A-Lot’s Theme (I Will Live For Love)» | Донна Саммер, Натан Деджезар                                   | The Journey: The Very Best of Donna Summer (2003)   | 4:52         |
| 18. | «You’re So Beautiful»                        | Донна Саммер, Натан Деджезар, Тони Моран                       | The Journey: The Very Best of Donna Summer (2003)   | 4:52         |

## Чарты
| Чарт (2005)                             | Высшая позиция |
| --------------------------------------- | -------------- |
| Италия (Classifica album)               | 30             |
| США (Billboard Dance/Electronic Albums) | 21             |

## Сертификации и продажи
| Регион | Сертификация | Продажи |
| --- | ------------ | ------- |
| Великобритания (BPI) | Серебряный   | 60 000^ |
| * Данные о продажах приведены только на основе сертификации. ^ Данные о тиражах приведены только на основе сертификации. |              |         |